# ウィール・クーバー
ヴィール・クールフェル（Wiel Coerver、1924年12月3日 - 2011年4月22日）は、オランダの元サッカー選手、サッカー指導者。

## タイトル

### フェイエノールト
- エールディヴィジ：1973-74
- UEFAカップ：1973-74